# Guérande
Guérande é uma comuna francesa na região administrativa do País do Loire, no departamento de Loire-Atlantique. Estende-se por uma área de 81.44 km². Em 2010 a comuna tinha 16 681 habitantes (densidade: 204,8 hab./km²).